# Gran Premio di Abu Dhabi 2022
Il Gran Premio di Abu Dhabi 2022 è stata la ventiduesima e ultima prova della stagione 2022 del campionato mondiale di Formula 1. La gara si è disputata domenica 20 novembre sul circuito di Yas Marina, posto sull'isola omonima, negli Emirati Arabi Uniti, ed è stata vinta dall'olandese Max Verstappen su Red Bull Racing-RBPT, al trentacinquesimo successo in carriera; Verstappen ha preceduto sotto la bandiera a scacchi il monegasco Charles Leclerc su Ferrari e il suo compagno di squadra, il messicano Sergio Pérez.
Questo Gran Premio segna l'ultima gara in Formula 1 per il pilota tedesco dell'Aston Martin, Sebastian Vettel. All'intero weekend di gara hanno assistito 160 000 spettatori, allora nuovo record per il Gran Premio di Abu Dhabi sul circuito di Yas Marina. Il precedente primato apparteneva all'edizione precedente del 2021, caratterizzata da una presenza di 153 000 spettatori nel fine settimana.

## Vigilia

### Sviluppi futuri
Durante la F1 Commission riunitasi alla vigilia della gara, è stato reso noto uno studio per una revisione completa del regolamento sportivo per il 2024 nel tentativo di semplificare le norme con una revisione. Nel meeting sono stati discussi alcuni punti. Le indicazioni raccolte dai piloti hanno evidenziato che la visibilità in caso di pioggia estrema è critica con le monoposto a effetto suolo, determinando ritardi nelle partenze dei Gran Premi o imponendo la necessità di sospendere l’attività in pista. La Federazione per questo ha avviato uno studio per definire un kit che abbia come obiettivo eliminare gli spruzzi che si generano in condizioni di bagnato. Allo studio sono risultate sanzioni diverse per effetto della sostituzione delle power unit. La F1 Commission ha preso atto che le norme attuali non sono sufficientemente deterrenti nei confronti dei team, ma incoraggiano la sostituzione anche tattica di certi elementi del motore una volta che un pilota ha superato una certa soglia di penalità. In questo modo i costi subiscono un’accelerazione non controllata, minando le restrizioni sulle power unit da usare in un campionato. L'obiettivo della Federazione è quello di abolire le termocoperte dal 2024. Tuttavia, a seguito delle indicazioni dei piloti, è stato deciso di posticipare qualsiasi decisione fino a luglio 2023, per raccogliere altri dati prima di arrivare a delle conclusioni finali. La F1 Commission ha approvato l’idea di anticipare di un giro l'attivazione del Drag Reduction System all'inizio di un Gran Premio e di una gara Sprint, o dopo una ripartenza della safety car. Questa modifica verrà provata nelle gare Sprint 2023 con l'intenzione di rendere sempre operativa la regola dal 2024. Sono stati discussi dei modi per semplificare la procedura del parco chiuso quando l’evento comprende una gara Sprint. Vengono riviste anche le indennità che verranno riconosciute alle squadre in caso d’incidente durante le gare Sprint, venendo approvata la proposta di elargire un’indennità forfettaria per ogni gara Sprint a 300 000 dollari, abolendo tutti gli altri conteggi accessori. Infine, sono state approvate all'unanimità delle altre modifiche minori al regolamento tecnico e finanziario 2023.

### Aspetti tecnici
Per questo Gran Premio la Pirelli, fornitore unico degli pneumatici, offre la scelta tra gomme di mescola C3, C4 e C5, la tipologia di mescole più morbide che caratterizzano l'intera gamma messa a disposizione dall'azienda fornitrice degli pneumatici per il campionato. Fin dall'edizione 2019 del Gran Premio, la casa italiana ha nominato la stessa tipologia, alla luce delle caratteristiche presentate dal circuito. Per la sesta e ultima volta in stagione, dopo quanto avvenuto nei Gran Premi di Monaco, Azerbaigian, Canada, Austria e Singapore, le mescole selezionate dalla Pirelli sono quelle più morbide.
La Federazione conferma le due tradizionali zone del Drag Reduction System utilizzate sia nel vecchio layout usato dall'edizione inaugurale del 2009 fino al 2020, sia nella nuova configurazione del tracciato introdotta nell'edizione precedente dove i piloti possono utilizzare il dispositivo mobile. La prima zona è fissata sul lungo rettilineo posto tra la curva 5 e la curva 6, con detection point stabilito prima della curva 5, mentre la seconda zona è fissata tra la curva 8 e la curva 9, con punto di rilevamento del distacco fra piloti stabilito dopo la curva 7. Rispetto all'edizione precedente, il primo detection point, posto prima della curva 5, è stato spostato più indietro, venendo posizionato 250 metri prima della curva.
Il circuito, rispetto all'edizione precedente, è oggetto di alcune modifiche. Sono state installate nuove recinzioni per detriti tra la curva 4 e la curva 5, a sinistra della curva 15 e sull'isola che separa la curva 7 e la curva 16. Nuova erba artificiale è stata installata nella via di fuga della curva 1, della curva 4 e della curva 7. Sul lato destro della curva 2 e sul lato sinistro della curva 10 la prima fila di barriera TecPro è stata sostituita con le specifiche del 2018. Tutta la vernice della superficie della pista è stata riapplicata con quella omologata della Federazione. Il pannello luminoso numero 5, posto sulla destra alla curva 4, viene spostato poco più indietro, così come il pannello luminoso numero 6, posto sulla destra prima della curva 5.
La Federazione stabilisce che, per i limiti del tracciato, la linea bianca tratteggiata che attraversa l'uscita dei box delle categorie di supporto è definita come quella del bordo pista. Se i piloti non rispettano i limiti della pista all'uscita della curva 16, il loro tempo sul giro e quello immediamente successivo verranno invalidati dai commissari sportivi.
Nella giornata del mercoledì, la McLaren e l'Alfa Romeo utilizzano uno degli otto coprifuochi concessi durante la stagione per effettuare le operazioni sulle proprie vetture. La scuderia britannica e quella svizzera non ricevono sanzioni.

### Aspetti sportivi
Il Gran Premio rappresenta il ventiduesimo e ultimo appuntamento stagionale a distanza di una settimana dalla disputa del Gran Premio di San Paolo, ventunesima gara del campionato. Per la decima e ultima volta durante la stagione, la prima tra il Gran Premio del Bahrein, gara inaugurale della stagione, e il Gran Premio d'Arabia Saudita, la seconda tra il Gran Premio di Spagna e il Gran Premio di Monaco, la terza tra il Gran Premio d'Azerbaigian e il Gran Premio del Canada, la quarta tra il Gran Premio di Gran Bretagna e il Gran Premio d'Austria, la quinta tra il Gran Premio di Francia e il Gran Premio d'Ungheria, la sesta tra il Gran Premio del Belgio e il Gran Premio d'Olanda, la settima tra la gara olandese e il Gran Premio d'Italia, l'ottava tra il Gran Premio di Singapore e il Gran Premio del Giappone, e la nona tra il Gran Premio degli Stati Uniti d'America e il Gran Premio di Città del Messico, il mondiale vede la disputa di un Gran Premio a distanza di una settimana dall'altra. Dopo la disputa delle ultime tre gare corse nel continente americano, il mondiale si sposta nuovamente in Asia per la prima volta dalla tenuta del Gran Premio del Giappone, per il quinto e ultimo appuntamento in questo continente. È la seconda e ultima prova a disputarsi nel mese di novembre, l'undicesima della seconda parte di stagione, e la nona gara dopo la pausa estiva obbligatoria della durata di tre settimane, nonché l'ultima del campionato composto dal numero record di ventidue appuntamenti, come nella precedente stagione. Il contratto per la disputa del Gran Premio di Abu Dhabi nel calendario del campionato mondiale di Formula 1, sempre sul circuito di Yas Marina, ha una valenza fino alla stagione 2030. Sponsor del Gran Premio, come fin dall'edizione inaugurale del 2009, è la compagnia locale di bandiera Etihad Airways. A differenza della precedente edizione, corsa nel mese di dicembre, la gara viene corsa in novembre, per la prima volta dall'edizione del 2018. A questa edizione assistono 160 000 spettatori nel corso del weekend di gara, battendo il record precedente di 153 000 spettatori registrato nell'edizione del 2021.
Il Gran Premio di Abu Dhabi rappresenta la ventiduesima e ultima prova del campionato. Inizialmente la gara doveva rappresentare il ventitreesimo appuntamento, segnando un nuovo record per il maggior numero di corse durante una stagione, come l'anno precedente, ma nel mese di febbraio, a seguito dell'invasione russa dell'Ucraina, la Federazione sospende temporaneamente il Gran Premio di Russia, per poi cancellarlo definitivamente pochi giorni più tardi, terminando allo stesso tempo il contratto per la disputa del Gran Premio nelle stagioni successive. Il Gran Premio di Russia doveva inizialmente essere sostituito, ma nel mese di maggio la Federazione riduce a ventidue il numero di appuntamenti per il campionato, lo stesso numero record di Gran Premi della stagione precedente. La gara viene stabilita ancora una volta come l'ultima della stagione. Fin dall'edizione inaugurale del 2009, il Gran Premio è stato appannaggio dell'ultima prova dell'anno, eccezione fatta per le stagioni 2011, 2012 e 2013, in cui il Gran Premio del Brasile fu scelto come l'ultima gara. Il campionato termina, per la prima volta dalla stagione 2018, nel mese di novembre, poco dopo la metà del mese, per evitare la sovrapposizione con il mondiale di calcio, poi partente nella stessa data della gara dopo la variazione del calendario da parte della FIFA. Si era inizialmente pensato a un cambio di orario di partenza della gara, anticipandola di qualche ora, per evitare la concomitanta con Qatar-Ecuador, partita inaugurale del gruppo A dei campionati mondiali disputati in Qatar.
Presente nel calendario del campionato mondiale di Formula 1 fin dalla stagione 2009, il Gran Premio di Abu Dhabi vede la disputa della sua quattordicesima edizione valida per il mondiale. Una volta aggiunto al calendario del campionato mondiale di Formula 1, il Gran Premio fu il secondo della storia della categoria a disputarsi in Medio Oriente, dopo il Gran Premio del Bahrein, debuttante nella stagione 2004. Il circuito di Yas Marina, sede della gara, è il tracciato ad aver ospitato tutte le edizioni della corsa, su due principali configurazioni. La prima utilizzata dall'edizione inaugurale del 2009 fino all'edizione del 2020, mentre la seconda in uso dalla disputa dell'edizione precedente del 2021. I cambiamenti per la seconda configurazione, al fine di favorire i sorpassi, sono stati apportati al tornante prima del primo rettilineo, con la chicane prima di esso rimossa e la curva stessa allargata con una sezione stradale più larga, alla sequenza di curve a 90 gradi, alla fine del secondo rettilineo, dove è stata sostituita da un'unica curva, e nel terzo settore, dove le curve sono state aperte leggermente per cercare di permettere alle vetture di seguirsi meglio. La lunghezza della pista, da percorrere comunque sempre in senso antiorario, fu ridotta, così come il numero totale di curve. La distanza di gara fu invece aumentata di qualche giro. È l'unico circuito fra tutti quelli presenti in calendario dove l'uscita della corsia dei box percorre un breve tratto caratterizzato da un sottopassaggio. Fin dalla prima edizione fu annunciato che l'inizio della gara era stato posticipato alle 17:00 ore locali, per favorirne la visione al pubblico europeo, con la gara partente al tramonto e terminante in notturna.
Il Gran Premio segna l'ultima gara in Formula 1 per il pilota tedesco dell'Aston Martin, Sebastian Vettel. Alla vigilia del Gran Premio d'Ungheria, Vettel annuncia il ritiro al termine della stagione. Egli ha debuttato in Formula 1 nella stagione 2007 durante il Gran Premio degli Stati Uniti d'America alla guida dell'ex team tedesco BMW Sauber, come pilota di riserva. Sempre dal 2007 fino al 2008 ha corso per il costruttore italiano con all'epoca la denominazione di Toro Rosso, con cui vinse la prima gara nella categoria nel Gran Premio d'Italia 2008, all'epoca il pilota più giovane a trionfare in una gara. Dal 2009 al 2014 corre per il team austriaco Red Bull Racing, prima di approdare in Ferrari, dove compete dal 2015 al 2020. Nelle ultime due stagioni viene ingaggiato dal team britannico Aston Martin, con il miglior risultato ottenuto con il secondo posto nel Gran Premio d'Azerbaigian 2021. Nel corso della sua carriera, ha disputato 298 Gran Premi, vincendone 53, al terzo posto nella classifica di tutti i tempi per gare vinte dietro al britannico Lewis Hamilton (103) e al connazionale Michael Schumacher (91). Ha conquistato quattro mondiali piloti, al quarto posto nell'albo d'oro del mondiale, tutti con la Red Bull Racing e consecutivi tra il 2010 e il 2013, record eguagliato da Hamilton e dall'argentino Juan Manuel Fangio, e superato solo da Schumacher, con il primo mondiale vinto stabilendo il record del pilota più giovane a vincere un titolo iridato a 23 anni e 134 giorni, oltre a stabilire, in 16 stagioni, 122 podi, al terzo posto generale, 57 pole position, al quarto totale dietro a Hamilton (103), Schumacher (68) e al brasiliano Ayrton Senna (65), e 38 giri veloci, ottenendo 3 097 punti, insieme a otto hat tricks, al sesto posto generale, e quattro Grand Chelem, all'ottavo posto generale. Vettel detiene il record per il maggior numero di vittorie consecutive, nove, nella stagione 2013 con la Red Bull Racing.
Per il pilota spagnolo della scuderia francese Alpine, Fernando Alonso, è l'ultimo Gran Premio con il team di Enstone. Alonso ha annunciato il passaggio all'Aston Martin, al posto di Vettel, dopo il Gran Premio d'Ungheria. Lo spagnolo con l'Alpine ha corso fin dalla stagione precedente quando tornò a correre nella massima categoria per la prima volta dalla stagione 2018, con il miglior risultato con il team francese il terzo posto nella prima edizione del Gran Premio del Qatar corsa nel 2021. L'Alpine, in sostituzione di Alonso, inizialmente ufficializza il campione di Formula 2 2021 e pilota di riserva della squadra francese, l'australiano Oscar Piastri. Successivamente, il pilota nega di aver firmato un accordo con il team francese e afferma di non correre per la squadra nella stagione successiva. La commissione per il riconoscimento dei contratti della Federazione incontra le parti interessate il giorno dopo la tenuta del Gran Premio del Belgio per annunciare nei giorni successivi quale sarà l'accordo valido tra il pilota ed uno dei due team tra Alpine e McLaren, l'altro costruttore affiancato al futuro del pilota australiano. Alla vigilia del Gran Premio d'Olanda, essa si espone ufficialmente sulla vertenza che riguarda il pilota australiano, affermando che l'unico contratto valido per il 2023 e il 2024 di Piastri è quello firmato con la McLaren il 4 luglio, il giorno successivo alla disputa del Gran Premio di Gran Bretagna. Il costruttore britannico ufficializza così l'ingaggio di Piastri per la prossima stagione, il quale sceglie l'81 quale numero di gara, facendo il suo debutto nella categoria.
Il pilota australiano della scuderia britannica McLaren, Daniel Ricciardo, disputa l'ultima gara con il team di Woking, dopo due stagioni. Nonostante un contratto per guidare la stagione successiva, esso è stato terminato con anticipo di comune accordo tra le parti. Il miglior risultato di Ricciardo con il team inglese è stata la vittoria nel Gran Premio d'Italia 2021. Il suo posto sarà occupato da Piastri. Ricciardo, nel 2023, sarà il terzo pilota per la scuderia austriaca Red Bull Racing, con cui ha corso da pilota titolare dal 2014 al 2018. L'australiano è penalizzato di tre posizioni sulla griglia di partenza per aver causato una collisione con il pilota danese della scuderia statunitense Haas, Kevin Magnussen, nel corso del precedente Gran Premio di San Paolo. Per il pilota canadese della Williams, Nicholas Latifi, è l'ultima gara con il team di Grove. Latifi ha corso con la Williams fin dalla stagione 2020, con il miglior risultato appannaggio del settimo posto nel Gran Premio d'Ungheria 2021. La squadra inglese annuncia che in caso di ottenimento della superlicenza, il pilota locale di Formula 2 per il team britannico Carlin Motorsport, Logan Sargeant, e di riserva della scuderia, sarebbe ufficializzato per la prossima stagione al posto di Latifi. Sargeant diventerebbe il primo statunitense a correre nella categoria da Alexander Rossi nel 2015 alla guida dell'ex team inglese Marussia. Nella gara di contorno di Formula 2, Sargeant ottiene i punti richiesti per l'ottenimento della superlicenza, terminando quinto in gara e quarto in classifica piloti, venendo annunciato ufficialmente dalla Williams. Il pilota francese dell'AlphaTauri, Pierre Gasly, corre l'ultima gara con il team di Faenza. Nonostante un contratto per correre un ulteriore anno, egli firma per l'Alpine, in sostituzione di Alonso. Gasly ha corso, da pilota titolare, con l'AlphaTauri fin dalla stagione 2018, quando il team aveva la denominazione di Toro Rosso, ottenendo il miglior risultato la vittoria nel Gran Premio d'Italia 2020, l'unica della sua carriera. Gasly viene sostituito del campione 2020-2021 di Formula E e 2019 di Formula 2, l'olandese Nyck de Vries, pilota di riserva per la Mercedes in questo campionato, che ha già debuttato nella categoria nel corso del Gran Premio d'Italia, a partire dalla terza sessione di prove libere sostituendo il pilota thailandese della Williams, Alexander Albon, in quanto gli è stata rilevata un'appendicite, con il numero 45, dopo aver presto parte alla prima sessione di prove libere del Gran Premio di Spagna, sempre al posto di Albon per la scuderia britannica, con lo stesso numero, nella stessa sessione del Gran Premio di Francia al posto del pilota britannico Lewis Hamilton alla Mercedes, con il numero 19, nuovamente nella stessa fase in Aston Martin al posto di Vettel nel Gran Premio d'Italia, con il numero 34, e ancora una volta per la Mercedes nella stessa sessione del Gran Premio di Città del Messico al posto di George Russell, con il numero 19. Anche il pilota tedesco della Haas, Mick Schumacher, disputa l'ultima gara con la scuderia statunitense, dopo due stagioni da pilota titolare. Il suo miglior risultato è stato il sesto posto nel Gran Premio d'Austria. Alla vigilia della gara, la Haas annuncia che Schumacher sarà sostituito dal pilota di riserva dell'Aston Martin, il connazionale Nico Hülkenberg, il quale ha corso nella categoria, da pilota titolare, per l'ultima volta nella stagione 2019 con l'ex scuderia francese Renault. Nel corso delle ultime due stagioni, Hülkenberg ha sostituito il messicano Sergio Pérez all'ex scuderia Racing Point, risultato positivo al SARS-CoV-2, nel Gran Premio di Gran Bretagna e nel Gran Premio del 70º Anniversario della stagione 2020, così come, nel corso della stessa stagione, il canadese Lance Stroll nella prima edizione del Gran Premio dell'Eifel, risultato in condizioni di salute non ottimali, positivo al virus il giorno della gara. Nel corso di questo campionato, ha sostituito il connazionale Vettel, positivo al SARS-CoV-2, nel Gran Premio del Bahrein, gara inaugurale, e nel successivo Gran Premio d'Arabia Saudita.
Il pilota monegasco della Ferrari, Charles Leclerc, e quello messicano della Red Bull Racing, Sergio Pérez, affrontano il Gran Premio, l'ultimo della stagione, appaiati a 290 punti nella lotta per il secondo posto nel mondiale piloti. Per la seconda edizione consecutiva della gara una posizione del podio è decisa nell'ultima gara dopo che l'anno precedente il compagno di scuderia di Pérez, l'olandese campione del mondo Max Verstappen, e il pilota britannico della Mercedes, Lewis Hamilton, in lotta per il titolo, ebbero gli stessi 369,5 punti prima dell'atto conclusivo. Hamilton disputa il duecentesimo Gran Premio con il costruttore tedesco. Il pilota finlandese della scuderia svizzera Alfa Romeo, Valtteri Bottas, disputa il duecentesimo Gran Premio nella categoria. Bottas ha debuttato in Formula 1 con la scuderia britannica Williams nella stagione 2013, prima di approdare nel costruttore tedesco Mercedes dal 2017 al 2021. Da allora ha ottenuto dieci vittorie, 67 podi, 1 787 punti, venti pole position, diciannove giri veloci e due hat tricks. Il suo miglior risultato è stato il secondo posto nel mondiale piloti nelle stagioni 2019 e 2020 con la Mercedes, dietro al britannico Lewis Hamilton. La Formula 1 annuncia la prima esposizione ufficiale della categoria che si aprirà a Madrid, in Spagna, il successivo marzo, con un durata fino al prossimo luglio. La scuderia italiana Ferrari annuncia l'entrata nella propria Academy del finlandese Tuukka Taponen, il quale vince la terza edizione delle Scouting World Finals. Alla vigilia della gara per la scuderia di Maranello sorgono indiscrezioni secondo il quale il team principal della squadra Mattia Binotto potrebbe essere sostituito da quello della scuderia svizzera Alfa Romeo, Frédéric Vasseur, per la prossima stagione. La Ferrari, comunque, smentisce il possibile addio di Binotto. La scuderia britannica McLaren annuncia che la costruzione della galleria del vento progettata dal team non ha rispettato la tabella di marcia prevista, il quale sarà pronta a metà 2023. La scuderia di Woking dovrà portare avanti lo sviluppo della vettura del campionato successivo nella vecchia galleria del vento della Toyota a Colonia, in Germania. La McLaren partecipa al Gran Premio con una speciale livrea. Insieme allo sponsor Vuse, il costruttore ha sfruttato l'occasione non solo per correre con la speciale livrea, ma anche per lanciare la campagna Driven by Change, con la quale si crea una piattaforma per gli artisti sottorappresentati. La scuderia francese Alpine annuncia di aver licenziato la responsabile degli affari legali, Benedicte Mercie, dopo la battaglia legale con la scuderia britannica McLaren per il futuro del campione di Formula 2 2021 e pilota di riserva della squadra francese, l'australiano Oscar Piastri, inizialmente annunciato dall'Alpine, ma successivamente dichiarato dalla commissione per il riconoscimento dei contratti della Federazione per correre con la McLaren, l'unico contratto valido firmato con il team inglese. La categoria annuncia la nascita della F1 Academy, la serie tutta al femminile partente nel 2023. La nuova categoria si posizionerà un gradino sotto la W Series. La Formula 1 annuncia che le gare Sprint, le quali saranno raddoppiate a sei nel corso del campionato successivo, si terranno nei Gran Premi d'Azerbaigian, d'Austria, del Belgio, del Qatar, degli Stati Uniti d'America e di San Paolo. Il Gran Premio d'Arabia Saudita resta in lizza per un possibile cambio con il Gran Premio del Qatar. A partire da questo Gran Premio, il vincitore riceve una medaglia della Federazione, consegnata durante la cerimonia di premiazione del podio in modo che i piloti possano conservarla come ricordo personale dei loro successi.
Otto piloti prendono parte alla prima sessione di prove libere del venerdì. Il pilota brasiliano campione del mondo di Formula 2 di questa stagione per la scuderia olandese MP Motorsport, Felipe Drugovich, e di riserva dell'Aston Martin a partire dal Gran Premio del Giappone, corre nella sessione al posto del canadese Lance Stroll, con il numero 34. Il pilota di riserva della scuderia statunitense Haas, il brasiliano Pietro Fittipaldi, prende parte alla stessa sessione al posto del tedesco Mick Schumacher con il numero 51. Per Fittipaldi è il secondo schieramento in stagione dopo aver partecipato alla stessa sessione del Gran Premio di Città del Messico al posto del danese Kevin Magnussen, sempre con lo stesso numero. Il pilota di riserva della scuderia britannica McLaren, il messicano Patricio O'Ward, corre nella stessa fase al posto del britannico Lando Norris, con il numero 28. Il pilota francese di Formula 2 per il team britannico Carlin Motorsport, Logan Sargeant, e di riserva della scuderia britannica Williams, corre nel corso della stessa sessione al posto del canadese Nicholas Latifi, utilizzando il numero 45. Per Sargeant è il quarto schieramento in stagione dopo aver preso parte alla prima sessione di prove libere del Gran Premio degli Stati Uniti d'America sempre al posto di Latifi, utilizzando lo stesso numero, nel corso della stessa sessione del Gran Premio di Città del Messico al posto del thailandese Alexander Albon, sempre con lo stesso numero in uso, e nel corso della seconda sessione di prove libere del precedente Gran Premio di San Paolo, sempre sostituendo Albon con lo stesso numero. Un altro pilota di Formula 2 per il team britannico UNI-Virtuosi, e di riserva della scuderia francese Alpine, l'australiano Jack Doohan, prende parte alla stessa sessione al posto dello spagnolo Fernando Alonso con il numero 82. Per Doohan è il secondo schieramento in stagione dopo aver sostituito il francese Esteban Ocon nella stessa sessione del Gran Premio di Città del Messico, con lo stesso numero. Il pilota di riserva dell'Alfa Romeo, il polacco Robert Kubica, prende parte alla stessa sessione, con il numero 88 al posto del cinese Zhou Guanyu. Kubica viene schierato per la quarta volta in stagione, dopo aver preso sempre il posto di Zhou, nel corso della prima sessione di prove libere del venerdì del Gran Premio di Spagna, con lo stesso numero, del finlandese Valtteri Bottas, nella stessa sessione, nel Gran Premio di Francia, sempre con lo stesso numero, e sempre di Bottas, nella stessa sessione, nel Gran Premio d'Ungheria. Il pilota di riserva della Ferrari, Robert Švarcman, campione del mondo 2019 di Formula 3, corre nella stessa sessione utilizzando il numero 39 al posto dello spagnolo Carlos Sainz Jr.. Per Švarcman è il secondo schieramento in stagione dopo aver sostituito il monegasco Charles Leclerc, nella stessa sessione, nel Gran Premio degli Stati Uniti d'America, con lo stesso numero. Švarcman è un pilota russo, ma è costretto a correre da atleta neutrale potendo utilizzare la bandiera della Federazione a causa del divieto degli emblemi nazionali russi a seguito dell'invasione russa dell'Ucraina. Successivamente decide di utilizzare la licenza israeliana in virtù della doppia cittadinanza. In questo Gran Premio disputa la sessione con la bandiera oscurata. Infine, il pilota di Formula 2 per la scuderia britannica Carlin Motorsport, e di riserva per la Red Bull Racing e l'AlphaTauri, il neozelandese Liam Lawson, prende parte alla stessa sessione al posto dell'olandese Max Verstappen, utilizzando il numero 36. Per Lawson è il terzo schieramento in stagione dopo aver partecipato nella stessa sessione del Gran Premio del Belgio, per l'AlphaTauri al posto del francese Pierre Gasly, utilizzando il numero 40, e nella stessa sessione del Gran Premio di Città del Messico, sempre per l'AlphaTauri, al posto del giapponese Yuki Tsunoda, con lo stesso numero. Per Drugovich e O'Ward si tratta del debutto in un weekend di gara di un Gran Premio di Formula 1. A partire da questo campionato, secondo il regolamento sportivo, tutte le dieci squadre iscritte al campionato hanno l'obbligo di schierare, durante le sessioni di prove libere, almeno due piloti giovani. Le squadre hanno un numero prestabilito di sessioni nelle quali schierare dei giovani debuttanti. Il numero dei piloti partecipanti alla sessione non è appannaggio di quelli titolari, battendo il record segnato nel Gran Premio degli Stati Uniti d'America e nel Gran Premio di Città del Messico, dove alla sessione parteciparano cinque piloti.
Per questo Gran Premio, come il precedente, la FIA designa il tedesco Niels Wittich quale direttore di gara. L'ex pilota di Formula 1 Vitantonio Liuzzi è nominato commissario aggiunto. L'italiano ha svolto in passato, in diverse occasioni, tale funzione, l'ultima al Gran Premio di Città del Messico. È la casa automobilistica tedesca Mercedes a fornire la safety car e la medical car.

## Prove

### Resoconto
Le due Mercedes hanno colto i due migliori tempi, nella prima sessione di prove libere del venerdì. Hamilton ha preceduto Russell, per due decimi. Le vetture tedesche hanno ottenuto la prestazione con gomme soft, dopo aver dedicato la prima parte della sessione allo studio delle gomme a mescola hard. Al terzo posto, staccato di pochi millesimi, si è piazzato Charles Leclerc, che ha fatto meglio di Pérez e di Liam Lawson, che ha preso il posto di Verstappen. Il neozelandese ha colto il tempo con gomme a mescola dura. Il secondo migliore dei piloti non titolari è stato il ferrarista Robert Švarcman, settimo. Egli ha effettuato dei test aerodinamici per il fondo modificato, prima di cercare la prestazione sul giro.
La sessione pomeridiana del venerdì vede in vetta Max Verstappen, che fa meglio di tre decimi di George Russell. Al terzo posto c'è Leclerc, che era stato il più veloce con gomme medie, ma che si è lamentato col team per la scarsa velocità della sua monoposto. Le prime sei posizioni sono monopolizzate da piloti di Red Bull Racing, Mercedes e Ferrari. Daniel Ricciardo si è lamentato per la scivolosità della sua zona dei box, per l'assenza di asfalto nella piazzola. Il team ha rassicurato il proprio pilota, avendo discusso con la Federazione per risolvere il problema.
Durante le prime due sessioni di prove libere del venerdì, Lewis Hamilton, Daniel Ricciardo, Pierre Gasly, Lance Stroll e Nicholas Latifi utilizzano l'assemblaggio di una trasmissione al di fuori dell'allocazione prevista secondo il regolamento tecnico. Tutti i piloti non sono penalizzati sulla griglia di partenza in quanto tale operazione rientra tra quelle effettuabili nel numero massimo consentito dal regolamento tecnico.
Nella notte tra il venerdì e il sabato, la Red Bull Racing e l'Alpine utilizzano uno dei due coprifuochi concessi durante la stagione per effettuare le operazioni sulle proprie vetture. La scuderia austriaca e quella francese non ricevono sanzioni.
Al sabato i due primi tempi sono presi dalle due vetture della Red Bull Racing, con Sergio Pérez che precede Verstappen. Il messicano è l'unico pilota che ottiene un tempo sul giro inferiore al minuto e venticinque secondi. Alle loro spalle c'è la coppia della Mercedes, che precede Norris, capace di fare meglio della coppia della Ferrari. La scuderia italiana ha dimostrato una certa difficoltà a trovare la prestazione sul giro singolo. Nel corso delle prove Nicholas Latifi ha sfiorato la collisione con una McLaren, che procedeva lenta, in traiettoria. Gasly ha potuto partecipare alle prove, anche se un surriscaldamento ha provocato la rottura del cestello anteriore sinistro.
Al termine della terza sessione di prove libere del sabato, Lewis Hamilton viene convocato dai commissari sportivi per aver superato il pilota danese della Haas, Kevin Magnussen, durante il regime di bandiera rossa. Al pilota britannico della Mercedes non gli viene applicata nessuna penalità.

### Risultati
Nella prima sessione del venerdì si è avuta questa situazione:
| Pos | Nº | Pilota          | Costruttore | Tempo    | Gap    | Giri |
| --- | -- | --------------- | ----------- | -------- | ------ | ---- |
| 1   | 44 | Lewis Hamilton  | Mercedes    | 1'26"633 |        | 21   |
| 2   | 63 | George Russell  | Mercedes    | 1'26"853 | +0"220 | 30   |
| 3   | 16 | Charles Leclerc | Ferrari     | 1'26"888 | +0"255 | 22   |

Nella seconda sessione del venerdì si è avuta questa situazione:
| Pos | Nº | Pilota          | Costruttore          | Tempo    | Gap    | Giri |
| --- | -- | --------------- | -------------------- | -------- | ------ | ---- |
| 1   | 1  | Max Verstappen  | Red Bull Racing-RBPT | 1'25"146 |        | 25   |
| 2   | 63 | George Russell  | Mercedes             | 1'25"487 | +0"341 | 27   |
| 3   | 16 | Charles Leclerc | Ferrari              | 1'25"599 | +0"453 | 30   |

Nella sessione del sabato mattina si è avuta questa situazione:
| Pos | Nº | Pilota         | Costruttore          | Tempo    | Gap    | Giri |
| --- | -- | -------------- | -------------------- | -------- | ------ | ---- |
| 1   | 11 | Sergio Pérez   | Red Bull Racing-RBPT | 1'24"982 |        | 15   |
| 2   | 1  | Max Verstappen | Red Bull Racing-RBPT | 1'25"134 | +0"152 | 15   |
| 3   | 44 | Lewis Hamilton | Mercedes             | 1'25"222 | +0"240 | 20   |

## Qualifiche

### Resoconto
Yuki Tsunoda fa segnare il tempo di riferimento in 1'26"125, 0"130 davanti a Mick Schumacher, mentre i piloti dell'Aston Martin, Sebastian Vettel e poi Lance Stroll, si succedono al terzo posto. Poco dopo Leclerc si issa in prima posizione, prima di essere battuto da Pérez. Norris sale terzo, poi Verstappen si pone al comando (1'24"754). I piloti della Mercedes sono più in ritardo, con Hamilton che è sesto, mentre Russell sale quarto. Sainz Jr. riesce a battere il tempo di Leclerc, salendo terzo. Nei minuti finali della sessione tutti i piloti rientrano in pista, ad eccezione della coppia della Ferrari. Il traffico che si verifica in pista porta a qualche situazione di potenziale pericolo. Vettel rimonta in quinta posizione, Latifi è quattordicesimo, mentre Zhou è nono. Magnussen rimonta tra i qualificati, così come Fernando Alonso e Tsunoda, che rispingono il danese fuori dai migliori quindici. Oltre al pilota della Haas non accedono in Q2 Gasly, Bottas, Albon e Latifi. Tra il sesto posto di Vettel e il tempo di Magnussen ci sono poco più di tre decimi.
Nella seconda fase i primi piloti a lanciarsi in pista sono quelli della Mercedes, su gomme usate: Hamilton ottiene 1'25"772, battuto da Russell (1'25"363). Ocon e Vettel s'intercalano fra i due piloti, mentre Alonso si piazza alle spalle di Hamilton. Leclerc è capace di chiudere in 1'25"345, prima che Sainz Jr. abbassi il limite a 1'25"039. Norris si posiziona a soli 0"090 dallo spagnolo. Max Verstappen è ancora il migliore (1'24"862), ma è preceduto da Pérez, in 1'24"419. Hamilton risale secondo, mentre George Russell è quarto. Vettel ottiene la miglior prestazione nel primo settore, ciò che gli consente di scalare quinto, mentre Stroll è ottavo. Il tempo del canadese è battuto da Schumacher, mentre Zhou è undicesimo. Esteban Ocon prende la sesta piazza, mentre Ricciardo è ottavo. Leclerc risale in seconda posizione, a un decimo dal tempo di Pérez. Anche Norris migliora, fino a salire al sesto posto. Non passano la qualificazione successiva Alonso, Tsunoda, Schumacher, Stroll e Zhou.
Nella fase decisiva Verstappen avrebbe dovuto concedere la scia al compagno di team Pérez, ma un problema al display del volante della sua monoposto lo fa entrare in pista dopo il messicano. Hamilton ferma i cronometri sull'1'24"678, staccando Russell di pochi millesimi. Leclerc batte le Mercedes con 1'24"343, a sua volta battuto dal compagno di team Carlos Sainz Jr., che chiude in 1'24"281. Anche Pérez batte il monegasco, terminando a 0"035 dal tempo di Sainz Jr.. Verstappen riesce a battere il tempo dello spagnolo (1'23"988), grazie a un'ottima prestazione nel terzo settore di gara. Col secondo tentativo Leclerc riesce a risalire in seconda posizione, mentre Norris, con un solo giro veloce, sale settimo, mentre Ocon ripassa il tempo di Vettel. Sainz Jr. non abbassa il tempo della prima prestazione, e resta alle spalle di Leclerc. Verstappen chiude con 1'23"824, con Pérez che resta a due decimi dal compagno di scuderia, ma riuscendo a prevalere su Leclerc.
Max Verstappen conquista la ventesima pole position in carriera, la settima stagionale, per la prima volta da quella ottenuta nel Gran Premio di Città del Messico, ed eguaglia il numero delle partenze al palo nella categoria ottenute da Damon Hill e Valtteri Bottas. Il pilota olandese due volte campione del mondo della Red Bull Racing si riconferma in pole position per la terza edizione consecutiva del Gran Premio di Abu Dhabi dopo quella del 2020 e 2021, in quest'ultima in cui poi vinse la gara conquistando il primo titolo iridato. Verstappen ottiene la pole position sul circuito di Yas Marina per il terzo campionato consecutivo per la prima volta in carriera. Per la scuderia austriaca è l'ottava pole position stagionale, di cui le sette ottenute da Verstappen e una appannaggio di Pérez, l'ottantunesima della propria storia, la prima dal Gran Premio di Città del Messico proprio con Verstappen, la sesta complessiva sul circuito di Yas Marina, eguagliando il costruttore tedesco Mercedes, e confermandosi partente in prima piazza per il terzo anno di fila in questo Gran Premio, con i motori spinti sotto una diversa denominazione, Red Bull Powertrains, in sigla RBPT, dopo che nelle edizioni del 2021 e 2022 il costruttore fu supportato da propulsori Honda. Per la scuderia di Milton Keynes è la prima doppietta in qualifica alla luce del secondo posto dell'altro pilota della scuderia, Pérez, la venticinquesima in totale in questa sessione, solamente la seconda dell'era turbo-ibrida iniziata nella stagione 2014, e la prima dal Gran Premio del Messico 2018. Per il messicano, il quale si assicura la quinta partenza della stagione in prima fila, è la prima partenza in carriera nelle prime tre posizioni sul circuito di Yas Marina. Leclerc, terzo, ha un distacco solamente di 0"040 dalla prima fila, il quale sarebbe stata per la Ferrari la prima su questo tracciato dopo il suo debutto nella stagione 2009, mentre per Sainz Jr. la quarta posizione rappresenta il miglior risultato su questa pista. Entrambe le Ferrari sono qualificate nelle prime quattro posizioni per la prima volta dall'edizione 2019 della gara. Hamilton, quinto, al peggior risultato in qualifica in questo Gran Premio in quattordici apparizioni, non conquista la partenza al palo durante un campionato per la prima volta in carriera, dopo quindici stagioni in Formula 1 con almeno una pole position dal suo debutto nella categoria nella stagione 2007. Russell è sesto, distante solamente 0"003 dal compagno di scuderia Hamilton. Per la prima volta in dieci edizioni della gara, non è presente una Mercedes nelle prime tre posizioni. Per Norris, settimo, la stessa posizione in classifica piloti, è il peggior risultato in qualifica su questa pista, mentre Ocon è ottavo, così come in classifica generale. Vettel, all'ultimo Gran Premio in carriera, è nono, solamente per la quinta volta in stagione in cui accede alla fase decisiva della Q3. Il tedesco batte il compagno di scuderia, Stroll, in qualifica, per 13-7. Ricciardo è qualificato decimo, la stessa posizione da cui è partito nell'edizione precedente, ma parte tredicesimo a causa della penalità. Per l'australiano è la migliore qualifica dal Gran Premio d'Italia, sei gare fa. Alonso, undicesimo, fallisce l'accesso alla Q3 per la prima volta dal Gran Premio d'Olanda, sette gare fa. Lo spagnolo, salvo in Q1 per 0"052, non è presente in Q3 fin dall'edizione del 2016. Schumacher, tredicesimo, ma partente una posizione avanti alla luce della penalità di Ricciardo, termina una striscia di tre gare in cui viene eliminato in Q1. Il tedesco, per la sesta volta durante il campionato, non è eliminato in questa fase, a differenza del compagno di scuderia Magnussen, in pole position nel precedente Gran Premio di San Paolo, ma eliminato in Q1 per questo appuntamento. Zhou è quindicesimo, il quale testimonia che l'Alfa Romeo ha solamente ottenuto una partenza nelle prime dieci posizioni sul circuito di Yas Marina nell'era turbo-ibrida grazie all'ottavo posto di Leclerc nell'edizione del 2018. Per Gasly, diciassettesimo, è stata la settima eliminazione in Q1 del campionato, battuto dal compagno di scuderia Tsunoda, dodicesimo, ma undicesimo in griglia di partenza per via della penalità di Ricciardo, per la nona volta in stagione. Bottas, diciottesimo, termina la stagione con due eliminazione consecutive nella prima fase dopo quella del precedente Gran Premio di San Paolo, mentre la Williams presenta due vetture negli ultimi due posti per la terza volta nelle ultime sei gare. Il pilota partente in pole position ha vinto le ultime sette edizioni del Gran Premio di Abu Dhabi. Le prime tre file sono occupate dai piloti di Red Bull Racing, Ferrari e Mercedes. Se i primi quattro qualificati terminano nelle stesse posizioni in gara, Pérez e la Ferrari ottengono il secondo posto nelle rispettive classifiche mondiali.
Sono stati cancellati due tempi dai commissari sportivi ai piloti per non aver rispettato i limiti della pista, durante le qualifiche. Si sono visti cancellare il tempo Alexander Albon e Sergio Pérez, entrambi alla curva 1.

### Risultati
Nella sessione di qualifica si è avuta questa situazione:
| Pos                         | Nº | Pilota           | Costruttore                  | Q1       | Q2       | Q3       | Griglia |
| --------------------------- | -- | ---------------- | ---------------------------- | -------- | -------- | -------- | ------- |
| 1                           | 1  | Max Verstappen   | Red Bull Racing-RBPT         | 1'24"754 | 1'24"622 | 1'23"824 | 1       |
| 2                           | 11 | Sergio Pérez     | Red Bull Racing-RBPT         | 1'24"820 | 1'24"419 | 1'24"052 | 2       |
| 3                           | 16 | Charles Leclerc  | Ferrari                      | 1'25"211 | 1'24"517 | 1'24"092 | 3       |
| 4                           | 55 | Carlos Sainz Jr. | Ferrari                      | 1'25"090 | 1'24"521 | 1'24"242 | 4       |
| 5                           | 44 | Lewis Hamilton   | Mercedes                     | 1'25"594 | 1'24"774 | 1'24"508 | 5       |
| 6                           | 63 | George Russell   | Mercedes                     | 1'25"545 | 1'24"940 | 1'24"511 | 6       |
| 7                           | 4  | Lando Norris     | McLaren-Mercedes             | 1'25"387 | 1'24"903 | 1'24"769 | 7       |
| 8                           | 31 | Esteban Ocon     | Alpine-Renault               | 1'25"735 | 1'25"007 | 1'24"830 | 8       |
| 9                           | 5  | Sebastian Vettel | Aston Martin Aramco-Mercedes | 1'25"523 | 1'24"974 | 1'24"961 | 9       |
| 10                          | 3  | Daniel Ricciardo | McLaren-Mercedes             | 1'25"766 | 1'25"068 | 1'25"045 | 13      |
| 11                          | 14 | Fernando Alonso  | Alpine-Renault               | 1'25"782 | 1'25"096 | N.D.     | 10      |
| 12                          | 22 | Yuki Tsunoda     | AlphaTauri-RBPT              | 1'25"630 | 1'25"219 | N.D.     | 11      |
| 13                          | 47 | Mick Schumacher  | Haas-Ferrari                 | 1'25"711 | 1'25"225 | N.D.     | 12      |
| 14                          | 18 | Lance Stroll     | Aston Martin Aramco-Mercedes | 1'25"741 | 1'25"359 | N.D.     | 14      |
| 15                          | 24 | Zhou Guanyu      | Alfa Romeo-Ferrari           | 1'25"594 | 1'25"408 | N.D.     | 15      |
| 16                          | 20 | Kevin Magnussen  | Haas-Ferrari                 | 1'25"834 | N.D.     | N.D.     | 16      |
| 17                          | 10 | Pierre Gasly     | AlphaTauri-RBPT              | 1'25"859 | N.D.     | N.D.     | 17      |
| 18                          | 77 | Valtteri Bottas  | Alfa Romeo-Ferrari           | 1'25"892 | N.D.     | N.D.     | 18      |
| 19                          | 23 | Alexander Albon  | Williams-Mercedes            | 1'26"028 | N.D.     | N.D.     | 19      |
| 20                          | 6  | Nicholas Latifi  | Williams-Mercedes            | 1'26"054 | N.D.     | N.D.     | 20      |
| Tempo limite 107%: 1'30"687 |    |                  |                              |          |          |          |         |

In grassetto sono indicate le migliori prestazioni in Q1, Q2 e Q3.

## Gara

### Resoconto
Prima della gara, la Mercedes viene multata di 500 euro da parte della Federazione in quanto Lewis Hamilton ha superato il limite di velocità stabilito nella corsia dei box durante i giri di ricognizione prima di schierarsi sulla griglia di partenza.
Verstappen mantiene il comando della gara, al via. Alle sue spalle Leclerc cerca, invano, di passare Pérez. Lewis Hamilton supera Sainz Jr.. Lo spagnolo si riprende la posizione, spingendo fuori dal tracciato Hamilton. Poco dopo il ferrarista ricede la posizione al britannico. La lotta tra Hamilton e Sainz Jr. si riavviva al quinto giro, quando l'ex campione del mondo prende la posizione allo spagnolo. Nello stesso giro George Russell supera Norris, per il sesto posto. Hamilton sconta delle difficoltà alla monoposto, e all'ottavo giro si lascia sfilare da Sainz Jr. e, il nel giro successivo, anche dal compagno di team Russell.
Sergio Pérez effettua il suo pit stop al sedicesimo giro. Il messicano monta gomme a mescola dura. Nello stesso giro si fermano anche, tra i piloti di testa, Russell e Norris. La sosta del primo non è delle migliori, per la difficoltà a inserire la gomma posteriore sinistra. Inoltre Russell viene rimandato in pista in maniera pericolosa, al sopraggiungere di Norris, cosa che gli costa una penalità di cinque secondi. Pérez rientra in pista sesto, tra Vettel e Ocon. Il pilota della Red Bull Racing riesce, in un primo momento, a passare il tedesco, ma viene poi risorpassato. Il messicano si impone solo nel giro successivo. Vanno al cambio gomme anche Sainz Jr. e Hamilton. Lo spagnolo rientra in gara sesto, ma risale presto quarto, passando Sebastian Vettel e Fernando Alonso. Al ventunesimo giro si ferma il leader della gara, Verstappen, seguito, dopo un giro, anche da Leclerc. La classifica, dopo il primo giro di pit stop, vede sempre al comando Verstappen, seguito da Pérez, Leclerc, Sainz Jr. e Russell. Vettel è alle spalle di Russell, ma il ritardare il cambio gomme non lo premia, tanto che, nei giri seguenti, perderà diverse posizioni.
Dopo trenta giri Max Verstappen ha un vantaggio di due secondi su Pérez, 4"7 su Leclerc, 7"6 su Sainz Jr. e undici su Russell. Al trentatreesimo giro Pérez si ferma, per il secondo pit stop. Anche in questo caso la Red Bull Racing opta per gomme dure. Sei giri dopo è il turno di Sainz Jr. e Russell. Lo spagnolo prosegue con gomme dure, mentre il britannico usa le medie. Hamilton, dopo queste soste sale terzo, ma deve nuovamente lottare con Pérez, che lo passa al quarantaseiesimo giro. Nei giri successivi il britannico viene avvicinato anche da Carlos Sainz Jr., a cui cede però per l'avvenuto ritiro, al cinquantasettesimo giro. Nell'ultima parte di gara Pérez sembra ridurre lo svantaggio da Leclerc, che ha effettuato una sola sosta. Il ritmo del monegasco, assieme a dei problemi nei doppiaggi, non permette a Pérez di rendersi pericoloso col monegasco.
Max Verstappen vince il trentacinquesimo Gran Premio in carriera, nonché il quindicesimo successo in stagione, nuovo record assoluto nella categoria battuto poi l'anno seguente sempre dall'olandese, confermandosi vincitore per la terza edizione consecutiva del Gran Premio di Abu Dhabi dopo quelle del 2020 e del 2021 dove conquistò il primo titolo iridato. L'olandese due volte campione del mondo vince, per la prima volta in carriera, per tre volte consecutive sullo stesso circuito. Le quindici vittorie di Verstappen rappresentano la somma dei successi di Alain Prost e Ayrton Senna con la McLaren nella stagione 1988. La scuderia austriaca Red Bull Racing torna alla vittoria dopo il Gran Premio di Città del Messico ancora con Verstappen, la novantaduesima della propria storia, nonché la diciassettesima della stagione, nuovo record per il costruttore austriaco, ed eguaglia il numero di successi, sei, della Mercedes, nel Gran Premio di Abu Dhabi.  La Ferrari ottiene il secondo posto in classifica costruttori così come Leclerc nella classifica piloti, secondo anche al traguardo e ottiene il miglior risultato nella storia della categoria in classifica generale fin dal suo debutto nella stagione 2018 con l'ex scuderia denominata Sauber. Grazie al risultato del monegasco, che non aveva mai terminato meglio del quarto posto ottenuto nell'edizione del 2019, per la scuderia di Maranello è il miglior risultato nel Gran Premio di Abu Dhabi dall'edizione del 2018. Pérez termina terzo e anche se la Red Bull Racing avesse invertito le posizioni nel precedente Gran Premio di San Paolo, in cui Pérez terminò settimo dietro a Verstappen, i due punti in più che avrebbe guadagnato sarebbero stati comunque irrilevanti in quarto termina terzo in classifica piloti, distaccato di tre lunghezze da Leclerc. Per il messicano è l'undicesimo podio del campionato, eguagliando il numero di podi che ha ottenuto nelle precedenti sette stagioni messe insieme. La scuderia austriaca, fin dal suo debutto nella categoria nella stagione 2005, non ha ancora presentato nella classifica piloti finale due piloti nelle prime due posizioni. Sainz Jr. termina quarto, e ottiene il quinto posto in classifica piloti, davanti a Hamilton, chiudendo il campionato nella stessa posizione del mondiale 2021. La quinta posizione di Russell rappresenta il diciannovesimo arrivo nelle prime cinque posizioni su ventidue gare stagionali per il britannico. Norris, sesto, ottiene il punto addizionale del giro veloce, il quinto in carriera, ma nonostante ciò non ha potuto impedire alla McLaren di finire quinta dietro all'Alpine nel campionato costruttori. Per Ocon, settimo, è il miglior risultato sul circuito di Yas Marina in sei partecipazioni, mentre Stroll termina ottavo, avendo fatto meglio di questa posizione solamente una volta in stagione, nel sesto posto ottenuto nel Gran Premio di Singapore. Ricciardo, nono, ottiene punti nell'ultima gara disputata con la McLaren, dopo aver finito solamente per sette volte a punti in stagione. Vettel, decimo, ottiene punti nell'ultima gara, la duecentonovantanovesima nella categoria. Il tedesco termina il campionato senza almeno ottenere un podio, dopo quattordici stagioni consecutive. Hamilton, al duecentesimo Gran Premio con la Mercedes, è ritirato per la prima volta dal Gran Premio del Belgio, ma comunque classificato avendo coperto il 90% della distanza di gara, in quel che è stato il primo ritiro per problemi meccanici della scuderia tedesca in questa stagione. Il britannico termina al sesto posto in classifica piloti, al peggior risultato in sedici stagioni in Formula 1 fin dal suo debutto nel campionato 2007, oltre a non segnare, per la prima volta, nessuna vittoria o pole position per tutto l'arco della stagione. Bottas è quindicesimo nel suo duecentesimo Gran Premio in carriera. Il vincitore della gara Verstappen termina il campionato conducendo la classifica piloti con un margine di 146 punti sul secondo in classifica generale, Leclerc. È il secondo distacco più ampio mai registrato nella storia del mondiale tra il vincitore del titolo e il secondo classificato, dopo i 155 punti di distacco tra Vettel e il secondo classificato Alonso nel 2013. L'olandese aggiorna il record del maggior numero di punti ottenuti in una singola stagione, 454. La Red Bull Racing termina conducendo la classifica costruttori con un margine di 205 punti dalla Ferrari, seconda classificata. I punti totali della scuderia austriaca sono 759, a sole sei lunghezze dal record della Mercedes di 765 punti stabilito nella stagione 2016. Il due volte campione del mondo Verstappen si aggiudica per la prima volta in carriera il DHL Fastest Lap Award a seguito di cinque giri veloci durante il campionato. La Red Bull Racing vince il riconoscimento per la prima volta dalla stagione 2013 con Vettel, spinta allora da motori Renault, e termina una striscia di otto successi per questo premio della Mercedes iniziata nella prima stagione dell'era turbo-ibrida del 2014. Leclerc, per la seconda volta dopo il 2019, si è aggiudicato il Trofeo Pole FIA nel Gran Premio degli Stati Uniti d'America, a tre Gran Premi dal termine. I campioni del mondo nei costruttori della Red Bull Racing ottengono, per la sesta volta complessiva, nonché quinta consecutiva, la prima da campioni del mondo, il DHL Fastest Pit Stop Award, con 536 punti e dieci pit stop più rapidi durante la stagione. Il più veloce in assoluto, durante le ventidue gare, è appannaggio dei meccanici della McLaren, con 1"98, per una sosta di Ricciardo nel Gran Premio di Città del Messico. Per l'ottava volta consecutiva, il Gran Premio di Abu Dhabi è vinto da un pilota partente in pole position.
Sono stati cancellati 25 tempi dai commissari sportivi ai piloti per non aver rispettato i limiti della pista, durante la gara. Si sono visti cancellare il tempo tre volte Lewis Hamilton (tutte e tre le volte alla curva 1) e Pierre Gasly (una volta alla curva 16, una volta alla curva 3 e una volta alla curva 6), due volte Carlos Sainz Jr. (entrambe le volte alla curva 1), Lando Norris (entrambe le volte alla curva 1), Sebastian Vettel (una volta alla curva 9 e una volta alla curva 1), Sergio Pérez (entrambe le volte alla curva 1), Lance Stroll (una volta alla curva 1 e una volta alla curva 9) e Kevin Magnussen (una volta alla curva 3 e una volta alla curva 1), una volta Mick Schumacher (alla curva 1), Charles Leclerc (alla curva 1), Fernando Alonso (alla curva 1), George Russell (alla curva 1), Alexander Albon (alla curva 3), Zhou Guanyu (alla curva 1) e Nicholas Latifi (alla curva 6).

### Risultati
I risultati del Gran Premio sono i seguenti:
| Pos | Nº | Pilota           | Costruttore                  | Giri | Tempo/Ritiro       | Griglia | Punti |
| --- | -- | ---------------- | ---------------------------- | ---- | ------------------ | ------- | ----- |
| 1   | 1  | Max Verstappen   | Red Bull Racing-RBPT         | 58   | 1h27'45"914        | 1       | 25    |
| 2   | 16 | Charles Leclerc  | Ferrari                      | 58   | +8"771             | 3       | 18    |
| 3   | 11 | Sergio Pérez     | Red Bull Racing-RBPT         | 58   | +10"093            | 2       | 15    |
| 4   | 55 | Carlos Sainz Jr. | Ferrari                      | 58   | +24"892            | 4       | 12    |
| 5   | 63 | George Russell   | Mercedes                     | 58   | +35"888            | 6       | 10    |
| 6   | 4  | Lando Norris     | McLaren-Mercedes             | 58   | +56"234            | 7       | 9     |
| 7   | 31 | Esteban Ocon     | Alpine-Renault               | 58   | +57"240            | 8       | 6     |
| 8   | 18 | Lance Stroll     | Aston Martin Aramco-Mercedes | 58   | +1'16"931          | 14      | 4     |
| 9   | 3  | Daniel Ricciardo | McLaren-Mercedes             | 58   | +1'23"268          | 13      | 2     |
| 10  | 5  | Sebastian Vettel | Aston Martin Aramco-Mercedes | 58   | +1'23"898          | 9       | 1     |
| 11  | 22 | Yuki Tsunoda     | AlphaTauri-RBPT              | 58   | +1'29"371          | 11      |       |
| 12  | 24 | Zhou Guanyu      | Alfa Romeo-Ferrari           | 57   | +1 giro            | 15      |       |
| 13  | 23 | Alexander Albon  | Williams-Mercedes            | 57   | +1 giro            | 19      |       |
| 14  | 10 | Pierre Gasly     | AlphaTauri-RBPT              | 57   | +1 giro            | 17      |       |
| 15  | 77 | Valtteri Bottas  | Alfa Romeo-Ferrari           | 57   | +1 giro            | 18      |       |
| 16  | 47 | Mick Schumacher  | Haas-Ferrari                 | 57   | +1 giro            | 12      |       |
| 17  | 20 | Kevin Magnussen  | Haas-Ferrari                 | 57   | +1 giro            | 16      |       |
| 18  | 44 | Lewis Hamilton   | Mercedes                     | 55   | Problemi idraulici | 5       |       |
| 19  | 6  | Nicholas Latifi  | Williams-Mercedes            | 55   | Problemi elettrici | 20      |       |
| Rit | 14 | Fernando Alonso  | Alpine-Renault               | 27   | Perdita d'acqua    | 10      |       |

Lando Norris riceve un punto addizionale per aver segnato il giro più veloce della gara.

## Classifiche mondiali

### Piloti
| Pos | Pilota           | Punti |
| --- | ---------------- | ----- |
| 1   | Max Verstappen   | 454   |
| 2   | Charles Leclerc  | 308   |
| 3   | Sergio Pérez     | 305   |
| 4   | George Russell   | 275   |
| 5   | Carlos Sainz Jr. | 246   |
| 6   | Lewis Hamilton   | 240   |
| 7   | Lando Norris     | 122   |
| 8   | Esteban Ocon     | 92    |
| 9   | Fernando Alonso  | 81    |
| 10  | Valtteri Bottas  | 49    |
| 11  | Daniel Ricciardo | 37    |
| 12  | Sebastian Vettel | 37    |
| 13  | Kevin Magnussen  | 25    |
| 14  | Pierre Gasly     | 23    |
| 15  | Lance Stroll     | 18    |
| 16  | Mick Schumacher  | 12    |
| 17  | Yuki Tsunoda     | 12    |
| 18  | Zhou Guanyu      | 6     |
| 19  | Alexander Albon  | 4     |
| 20  | Nicholas Latifi  | 2     |
| 21  | Nyck de Vries    | 2     |

### Costruttori
| Pos | Costruttore                  | Punti |
| --- | ---------------------------- | ----- |
| 1   | Red Bull Racing-RBPT         | 759   |
| 2   | Ferrari                      | 554   |
| 3   | Mercedes                     | 515   |
| 4   | Alpine-Renault               | 173   |
| 5   | McLaren-Mercedes             | 159   |
| 6   | Alfa Romeo-Ferrari           | 55    |
| 7   | Aston Martin Aramco-Mercedes | 55    |
| 8   | Haas-Ferrari                 | 37    |
| 9   | AlphaTauri-RBPT              | 35    |
| 10  | Williams-Mercedes            | 8     |

## Decisioni della FIA
Al termine della gara, la Federazione rende noto che tra le dieci squadre è stata sorteggiata quella britannica della McLaren per le verifiche tecniche. Le ispezioni hanno riguardato il sistema pit stop, ovvero pistole a ruota, jack anteriori e posteriori, sistema del pneumatico, semaforo, hardware di controllo e software, e sensori e telai. Tutti i componenti ispezionati sono risultati essere conformi al regolamento tecnico.